# 张传庆
张传庆（1946年—），男，辽宁盖州人，中华人民共和国政治人物，曾任中共辽宁省委统战部部长，辽宁省政协副主席，第十届全国政协委员。